# Середина Буда (пункт контролю)
52°11′2″ пн. ш. 34°2′10″ сх. д. / 52.18389° пн. ш. 34.03611° сх. д.
Сере́дина Бу́да (МФА: [seˈrɛd̪ɪn̪ɐ ˈbud̪ɐ] ( прослухати)) — пункт контролю через державний кордон України на кордоні з Росією.
Розташований у Сумській області, Середино-Будський район, поблизу однойменного міста на автошляху Т 1908 та Т 1915. Із російського боку знаходиться пункт пропуску «Зернове», Суземський район Брянської області, на автошляху місцевого значення у напрямку Суземки.
Вид пункту пропуску — автомобільний, пішохідний. Статус пункту пропуску — міждержавний, (після дооблаштування) місцевий з 5.00 до 20.00 (у пішому порядку). З 5.00 до 9.00 та з 16.00 до 20.00 на автотранспорті.
Характер перевезень — пасажирський.
Пункт пропуску «Середина Буда» може здійснювати лише радіологічний, митний та прикордонний контроль.